# Megasurcula
Megasurcula is een geslacht van weekdieren uit de klasse van de Gastropoda (slakken).

## Soorten
- Megasurcula carpenteriana (Gabb, 1865)
- Megasurcula stearnsiana (Raymond, 1904)
- Megasurcula tremperiana (Dall, 1911)